# حیدرآباد (هشترود)
حیدرآباد روستایی در دهستان نظرکهریزی بخش نظرکهریزی شهرستان هشترود استان آذربایجان شرقی ایران است.

## جمعیت
بر پایه سرشماری عمومی نفوس و مسکن در سال ۱۳۹۵ جمعیت این روستا کمتر از ۳ خانوار بوده‌است.